# Mesorregión del Valle del Mucuri
La mesorregión del Valle del Mucuri es una de las doce mesorregiones del estado brasilero de Minas Gerais. Es formada por la unión de 23 municipios agrupados en dos microrregiones. Su nombre es dado al hecho de que el valle es recorrido por el Río Mucuri. Entre sus principales ciudades se encuentran Teófilo Otoni conocida por su economía orientada las piedras preciosas, y Nanuque con la ganadería y agricultura como puntos fuertes. El Valle del Mucuri se encuentra en la porción este del estado de Minas Gerais

## Microrregiones
- Nanuque
- Teófilo Otoni

- Datos: Q2251120